# Nijas Gabdulchanowitsch Nabejew
Nijas Gabdulchanowitsch Nabejew (russisch Нияз Габдулханович Набеев; * 31. März 1989 in Kasan, Tatarische ASSR) ist ein ehemaliger russischer Nordischer Kombinierer.

## Werdegang
Nabejew, der für GAU CSP Kasan startete, trat im Jahr 2007 bei den Nordischen Junioren-Skiweltmeisterschaften 2007 in Tarvisio erstmals international in Erscheinung und stand ab 2009 im russischen Nationalkader. Auch in den Jahren 2008 in Zakopane und 2009 in Štrbské Pleso nahm er an Juniorenweltmeisterschaften teil, wobei er seine beste Einzelplatzierung 2008 mit dem 23. Platz im Gundersen Einzel erzielte. 
Nachdem Nabejew bereits im Dezember 2007 erstmals im B-Weltcup gestartet war, erreichte er beim Continental-Cup-Rennen in Park City Mitte Dezember 2008 zum ersten Mal die Punkteränge. Seine beste Einzelplatzierung auf dieser zweitklassigen Ebene stellte der vierte Rang im Gundersen Einzel in Erzurum im Dezember 2010 dar. In der Continental-Cup-Saison 2015/16 erreichte er mit Rang 26 seinen Bestwert in der Gesamtwertung.
Im Januar 2009 debütierte Nabejew in Schonach im Weltcup, erreichte jedoch sowohl mit dem Team als Elfter als auch im Einzel als 38. nur die hinteren Ränge. Auch wenn er sich zwischen 2009 und 2017 43 Mal im Weltcup versuchte, gelang es ihm nur einmal, Weltcup-Punkte zu gewinnen. Diesen Erfolg feierte er in der Weltcup-Saison 2012/13 beim Gundersen Einzel von der Großschanze in Ruka, wo er Rang 28 belegte. Gemeinsam mit dem russischen Team erreichte er zweimal den achten Platz.
Seine größten internationalen Erfolge stellten sich bei seinen Teilnahmen an Winter-Universiaden ein. Bei seiner ersten Teilnahme im Jahr 2011 in Erzurum wurde er lediglich beim Staffelwettbewerb eingesetzt und konnte dabei die Bronzemedaille gewinnen. Bei der Winter-Universiade 2015 in Štrbské Pleso belegte er im Gundersen Einzel den 14. sowie im Massenstart den elften Platz. Gemeinsam mit Samir Mastijew und Ernest Jachin wurde er mit dem Team erneut Dritter.
Insgesamt vier Mal stand Nabejew im russischen Kader für Nordische Skiweltmeisterschaften, wobei er nur 2011 in Oslo bei allen Wettbewerben an den Start gehen durfte. Tatsächlich gelang ihm beim Gundersen Einzel von der Normalschanze in Oslo auch sein bestes Einzelergebnis, wobei dieses mit Rang 40 hinter den Erwartungen zurückblieb.
Bei den Olympischen Winterspielen 2010 in Vancouver ging Nabejew lediglich im Einzel von der Großschanze an den Start, erreichte allerdings das Ziel mit mehr als 5 Minuten Rückstand auf dem 43. Platz. Auch vier Jahre später bei den Olympischen Winterspielen 2014 in Sotschi bekam er nur einen Einsatz. Dieses Mal wurde er im Teamwettkampf gemeinsam mit Jewgeni Klimow, Ernest Jachin und Iwan Panin Neunter und somit Letzter.
Auf nationaler Ebene wurde Nabejew viermal mit dem Team, einmal im Teamsprint sowie im Sommer 2014 im Gundersen Einzel russischer Meister. Nach dem Winter 2017/18 beendete er seine Karriere. Nabejew war an der Weiterentwicklung des Zentrums für soziale Entwicklung und der Kinder- und Jugendsportschule in Kasan beteiligt. In der Saison 2020/21 war er Teil des Trainerteams der russischen Nationalmannschaft in der Nordischen Kombination.

## Statistik

### Platzierungen bei Olympischen Winterspielen
| Jahr und Ort   | Wettbewerb   | Wettbewerb   | Wettbewerb |
| Jahr und Ort   | Gundersen NS | Gundersen GS | Team       |
| -------------- | ------------ | ------------ | ---------- |
| 2010 Vancouver | –            | 43.          | –          |
| 2014 Sotschi   | –            | –            | 09.        |

### Platzierungen bei Weltmeisterschaften
| Jahr und Ort       | Wettbewerb   | Wettbewerb   | Wettbewerb  | Wettbewerb | Wettbewerb | Wettbewerb |
| Jahr und Ort       | Gundersen NS | Gundersen GS | Massenstart | Team NS    | Team GS    | Teamsprint |
| ------------------ | ------------ | ------------ | ----------- | ---------- | ---------- | ---------- |
| 2009 Liberec       | –            | 48.          | –           | –          | 10.        | –          |
| 2011 Oslo          | 40.          | 49.          | –           | 11.        | 11.        | –          |
| 2013 Val di Fiemme | 49.          | –            | –           | –          | –          | –          |
| 2017 Lahti         | 53.          | –            | –           | –          | –          | –          |

### Weltcup-Platzierungen
| Saison  | Platz | Punkte |
| ------- | ----- | ------ |
| 2012/13 | 066.  | 003    |

### Continental-Cup-Platzierungen
| Saison  | Platz | Punkte |
| ------- | ----- | ------ |
| 2008/09 | 052.  | 081    |
| 2009/10 | 038.  | 111    |
| 2010/11 | 030.  | 159    |
| 2012/13 | 098.  | 011    |
| 2014/15 | 043.  | 081    |
| 2015/16 | 026.  | 139    |
| 2016/17 | 070.  | 026    |
| 2017/18 | 104.  | 003    |